# Caloplaca navasiana
Caloplaca navasiana är en lavart som beskrevs av Nav.-Ros. & Cl. Roux. Caloplaca navasiana ingår i släktet orangelavar och familjen Teloschistaceae.   Inga underarter finns listade i Catalogue of Life.